# Коношевич, Степанида Степановна
Степани́да Степа́новна Коноше́вич (род. 1925 год) — колхозница, звеньевая Жашковского свеклосовхоза Министерства пищевой промышленности СССР, Жашковский район Киевской области. Герой Социалистического Труда (1948).

## Биография
Родилась в 1925 году в крестьянской семье. В 16-летнем возрасте начала свою трудовую деятельность в свекловодческом звене колхоза в селе Ольшанка Жашовского района. После войны пошла на курсы трактористов. До 1946 года трудилась трактористкой, потом была назначена звеньевой.
В 1947 году звено, руководимое Степанидой Коношевич, собрало в среднем 625 центнеров сахарной свеклы с каждого гектара. За эти выдающиеся трудовые достижения была удостоена в 1948 году звания Героя Социалистического Труда.

## Награды
- Герой Социалистического Труда — указом Президиума Верховного Совета СССР от 30 апреля 1948 года
- Орден Ленина